# Arcuatula leucosticta
Arcuatula leucosticta is een tweekleppigensoort uit de familie van de Mytilidae. De soort is voor het eerst wetenschappelijk beschreven in 1897 door Carl Eduard von Martens als Modiola leucosticta. De zoetwatersoort werd aangetroffen in een stroom op Celebes.